# Kamil Kuc
Kamil Kuc (ur. 23 kwietnia 1955 w Przeworsku) – polski scenograf i dekorator wnętrz, członek Stowarzyszenia Filmowców Polskich

## Filmografia
| Rok  | Nazwa produkcji                                           | Rola                          |
| ---- | --------------------------------------------------------- | ----------------------------- |
| 1984 | 5 Dni z Życia Emeryta                                     | Współpraca scenograficzna     |
| 1985 | Pan W.                                                    | Kierownictwo budowy dekoracji |
| 1985 | Mrzonka                                                   | Współpraca scenograficzna     |
| 1985 | Kacperek                                                  | Współpraca scenograficzna     |
| 1986 | Big Bang                                                  | Współpraca scenograficzna     |
| 1987 | Śmieciarz                                                 | Współpraca scenograficzna     |
| 1987 | Pay Off                                                   | Budowa dekoracji              |
| 1987 | O rany, nic się nie stało!                                | Współpraca scenograficzna     |
| 1987 | O co to konia obchodzi?                                   | Współpraca scenograficzna     |
| 1987 | Brawo Mistrzu                                             | Współpraca scenograficzna     |
| 1988 | Zakole                                                    | Współpraca scenograficzna     |
| 1988 | Spadek                                                    | Scenograf II                  |
| 1988 | Rzeczpospolitej Dni Pierwsze                              | Scenograf II                  |
| 1988 | Prywatne Niebo                                            | Współpraca scenograficzna     |
| 1988 | Pożegnanie Ciszy                                          | Scenograf II                  |
| 1988 | Mistrz i Małgorzata                                       | Współpraca scenograficzna     |
| 1988 | Król Komputerów                                           | Współpraca scenograficzna     |
| 1989 | Zawiść                                                    | Scenografia                   |
| 1989 | Virtuti                                                   | Współpraca scenograficzna     |
| 1989 | Sceny Nocne                                               | Współpraca scenograficzna     |
| 1989 | Rififi po Sześćdziesiątce                                 | Scenograf II                  |
| 1989 | Kawalerki                                                 | Scenograf II                  |
| 1990 | Dom na głowie                                             | Scenograf II                  |
| 1990 | Bardzo dyplomatyczny obiad, czyli Co u licha z tą Europą? | Scenograf                     |
| 1991 | Jeszcze tylko ten las                                     | Współpraca scenograficzna     |
| 1991 | Głos                                                      | Scenograf II                  |
| 1992 | Śniadanie u Desdemony                                     | Scenografia                   |
| 1992 | Felix Dzierżyński ląduje w Warszawie                      | Scenografia                   |
| 1993 | Pajęczarki                                                | Scenografia                   |
| 1994 | Szczur                                                    | Scenografia                   |
| 1994 | Oczy Niebieskie                                           | Scenografia                   |
| 1994 | Jest jak jest (Odcinki: 1-9)                              | Scenografia                   |
| 1995 | Ułaskawiony: Mieczysław Szpon                             | Scenografia                   |
| 1996 | Dom (serial telewizyjny) (Odcinki: 13-25)                 | Scenografia                   |
| 1997 | Zaklęta                                                   | Scenografia                   |
| 2002 | Sfora                                                     | Scenograf II                  |
| 2002 | Sfora: Bez Litości                                        | Scenograf II                  |
| 2005 | Przestrzenie Banacha                                      | Scenografia                   |
| 2005 | Kopciuszek                                                | Reżyseria światła             |
| 2010 | Wierność                                                  | Scenografia                   |
| 2010 | Fenomen                                                   | Scenografia                   |
| 2015 | Rybka Canero                                              | Budowa dekoracji              |
| 2015 | Amazonia                                                  |                               |